# La edad imperfecta (novela)
La edad imperfecta es una novela histórica de Agustín Alonso G. publicada en octubre de 2021 por Sílex Ediciones. El libro recrea la vida del poeta y soldado español Garcilaso de la Vega, considerado en las historias de la literatura como el príncipe de los poetas en castellano y al que el autor describe como "el Don Draper del siglo XVI".
Agustín Alonso Gutiérrez (Madrid, 1980) es filólogo, periodista y productor de contenidos digitales. Durante más de una década trabajando en RTVE ha formado parte del equipo creador de Playz, el canal digital joven de la corporación pública, y ha sido corresponsable de algunas de las estrategias transmedia más exitosas de la ficción española, como las de Isabel, El Caso. Crónica de sucesos o El Ministerio del Tiempo. Ha colaborado con Radio 3 y El ojo crítico de Radio Nacional y ha formado parte de proyectos que han merecido reconocimientos en los Premios Ondas, los Cannes Corporate Media&TV Awards, los Lovie Awards, el World Media Festival de Hamburgo, el Prix Italia o los Webby Awards, los premios más importantes del ámbito digital.

## Sinopsis
Valladolid, 1517. El aparatoso cortejo del nuevo rey hace su entrada en la ciudad castellana. Entre la multitud que recibe a Carlos de Austria, está Garcilaso de la Vega, joven segundón de una de las familias más importantes de la oligarquía toledana, que aspira a hacer carrera en la nueva corte.
En los conflictivos años que suceden, Garcilaso sufrirá el destierro, luchará en dos guerras, se integrará en el entorno del poderoso duque de Alba, vivirá un amor tempestuoso, será nombrado caballero de Santiago y procurador en Cortes y deberá tomar decisiones cruciales que marcarán su futuro personal y político. En ese mundo de poder e intrigas en torno a Carlos V, descubrirá su talento para la poesía y encabezará una renovación literaria mientras trata de abrirse hueco entre una nueva generación de caballeros a la que le corresponderá gestionar un imperio.
La edad imperfecta recrea el viaje hacia la madurez —“la perfecta edad”— del príncipe de los poetas en castellano. Un relato apasionante, necesario y controvertido sobre una figura fundamental para la Historia de España. Pero es, al mismo tiempo, un relato minuciosamente documentado sobre una de las décadas más determinantes de la historia europea, una ficción histórica en la que Castilla es más que un paisaje o un escenario, un personaje. Una novela que provocará debates sobre la identidad española, la naturaleza incierta del amor y la necesidad del arte y la belleza para redimir el mundo.

## Recibimiento
Según el crítico Adolfo Torrecilla, se trata de "una novela total en la que la descripción del conflictivo ambiente de su tiempo va pareja a las numerosas vicisitudes vitales, familiares y sentimentales que vivió Garcilaso y que gracias a su afinada sensibilidad traslada de manera velada a una poesía innovadora y rompedora, de notable calidad literaria, que dio inicio a una nueva etapa en la poesía española, rompiendo con los moldes de la poesía de cancionero anterior".
Para el escritor Eduardo Laporte, "a diferencia de otros autores, Alonso no trabaja el pasado como un ente momificado, sino que logra que suene vivo, es decir, como el presente que fue para esos personajes pretéritos. Es el marchamo de las buenas historias ‘de época’, asumir que las gentes del pasado no consideraban que vivían ‘en el pasado’, es más, lo hacían con la vista puesta en el futuro".
El 22 de noviembre de 2021, Laura Barrachina y Miguel Ángel Hoyos entrevistaron en El ojo crítico al autor, que presentó la novela. La presentación en Toledo en noviembre de 2021 tuvo lugar en los terrenos de la antigua casa familiar de los Laso de la Vega.
En el programa Página Dos de La 2 (07/12/2021) su presentador, Óscar López, la calificó como “un tesoro repleto de aventuras, destierros, guerras, amores tempestuosos, alta política. Una vida como esta necesitaba esta novela”.